# Splot żylny odbytniczy

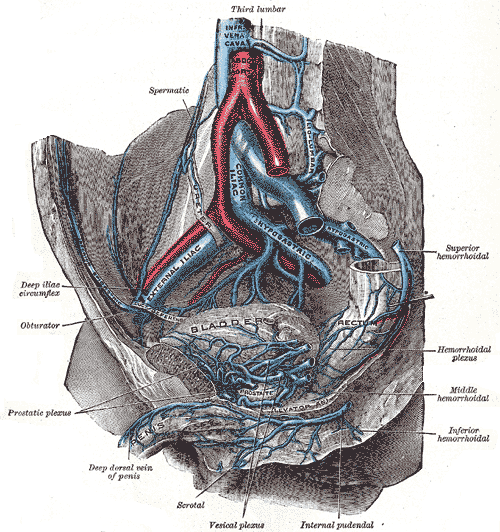
Żyły prawej połowy miednicy mężczyzny. Splot żylny odbytniczy podpisany Hemorrhoidal plexus

Splot żylny odbytniczy (łac. plexus venosus rectalis lub plexus haemorrhoidalis) – w anatomii człowieka splot żylny rozpoczynający się siecią powierzchową dookoła odbytu zbierający krew z dolnej części odbytnicy i z którego krew uchodzi z części dolnej do żył odbytniczych dolnych, w części środkowej do żył odbytniczych środkowych natomiast w części górnej do żyły odbytniczej górnej. Splot odbytniczy stanowi zespolenie pomiędzy układem żyły wrotnej, a układem żyły głównej dolnej.

## Przebieg
Splot żylny odbytniczy otacza dolną część odbytnicy i składa się z dwóch warstw: wewnętrznej i zewnętrznej.

### Splot odbytniczy wewnętrzny
Położony jest w tkance podśluzowej. Wytwarza bańkowate uwypuklenia żylne (kłębki żylne), u podstawy słupów odbytowych i w obrębie pasa splotu odbytniczego. Kłębki żylne u osób dorosłych są stale powiększone, w niekorzystnych warunkach mogą osiągać znaczną wielkość i łączyć się ze sobą tworząc guzki krwawnicze. Splot ten częściowo przechodzi w sieć powierzchowną dookoła odbytu, a częściowo licznymi gałęziami przenikającymi tworzy splot odbytniczy zewnętrzny.

### Splot odbytniczy zewnętrzny
Położony jest na powierzchni zewnętrznej błony mięśniowej. Dolna część splotu odbytniczego zewnętrznego drenowana jest do żył odbytniczych dolnych. Środkowa część splotu odbytniczego zewnętrznego drenowana jest do żył odbytniczych środkowych. Górna część splotu odbytniczego zewnętrznego drenowana jest do żyły odbytniczej górnej.

## Zespolenia
Splot odbytniczy stanowi zespolenie pomiędzy układem żyły wrotnej, a układem żyły głównej dolnej.

### Zespolenia u mężczyzn
- od przodu
  - splot żylny pęcherzowy
  - splot żylny sterczowy
- od tyłu
  - splot żylny krzyżowy

### Zespolenia u kobiet
- od przodu
  - splot żylny maciczny
  - splot żylny pochwowy
- od tyłu
  - splot żylny krzyżowy

## Zastawki
Splot żylny odbytniczy nie ma zastawek. 